# Кладно (Польща)
Кладно (пол. Kładno) — село в Польщі, у гміні Бендзіно Кошалінського повіту Західнопоморського воєводства.
Населення — 170 осіб (2011).

## Демографія
Демографічна структура станом на 31 березня 2011 року:
|          | Загалом | Допрацездатний вік | Працездатний вік | Постпрацездатний вік |
| -------- | ------- | ------------------ | ---------------- | -------------------- |
| Чоловіки | 83      | 14                 | 61               | 8                    |
| Жінки    | 87      | 13                 | 52               | 22                   |
| Разом    | 170     | 27                 | 113              | 30                   |